# Sarah Dessen
Pour les articles homonymes, voir Dessen.
 (avril 2018).
Si vous disposez d'ouvrages ou d'articles de référence ou si vous connaissez des sites web de qualité traitant du thème abordé ici, merci de compléter l'article en donnant les références utiles à sa vérifiabilité et en les liant à la section « Notes et références ».
Sarah Dessen (née le 6 juin 1970 à Evanston (Illinois)) est une écrivaine américaine.

## Biographie
Ses parents Alan et Cynthia étaient tous les deux professeurs de lettres à l'université. Elle a donc baigné très jeune dans la littérature et ses parents lui offraient des livres en guise de jouets. Adolescente, la jeune fille s'avère timide et silencieuse. Lycéenne, elle a travaillé dans un magasin de chaussures pour enfants. Elle s'est inscrit ensuite à l'université de Greensboro College à Greensboro en Caroline du Nord, avant d'abandonner ses études. Plus tard, elle reprendra des cours à l'université de Caroline du Nord à Chapel Hill, et obtiendra son diplôme avec les plus grands honneurs en création littéraire.
Quand elle a commencé sa carrière d'écrivain, elle était en même temps serveuse, elle écrivait le jour et travaillait en tant que serveuse le soir. À la suite de la publication de son premier roman, That Summer en 1996, elle quitte son emploi de serveuse.
That Summer figurera sur la liste des best-sellers du New York Times.
Après la publication d'un autre roman Dreamland, Sarah Dessen enseignera à l'université de Caroline du Nord tout en écrivant sa prochaine œuvre This Lullaby.

## Œuvre
Certains de ses romans ont été parmi les sélections « Meilleure fiction pour jeunes adultes » comme : That Summer (1997), Someone Like You (1999), Keeping the Moon (2000), Dreamland (2001), This Lullaby (2003), Just listen (2007) et Along for the Ride (2010).
Someone Like You a également été un des lauréats du prix du « School Library Journal Best Book » en 1999. Et Keeping the Moon a aussi gagné ce prix l'année suivante. En 2017, Sarah Dessen a reçu le prix Margaret Edwards Award pour six de ses romans. Ses livres ont été publiés dans plus de trente pays et se sont vendus à des millions d'exemplaires dans le monde entier.
Dans ses romans, Sarah Dessen traite la plupart du temps du changement dans la personnalité des jeunes alors qu'ils traversent une tragédie ou une perte dans leur vie. On retrouve souvent le même schéma dans ses romans, et les thèmes principaux sont l'isolement, la distance émotionnelle entre les membres de la famille et un changement progressif dans la personnalité des gens.
Sarah Dessen, mère d'une fille née en 2007, est mariée depuis 2000. Elle vit à Chapel Hill, en Caroline du Nord, avec sa famille. Elle compte parmi les auteurs majeurs de la littérature pour adolescents.

## Liste des œuvres
- (en) That Summer (en), 1996
- Quelqu'un comme toi, Pocket Jeunesse, 2011 ((en) Someone Like You (en), 1998)
- (en) Keeping the Moon (en), 1999
- Au bout du rêve, Pocket Jeunesse, 2013 ((en) Dreamland (en), 2000)
- Cette chanson-là, Pocket Jeunesse, 2006 ((en) This Lullaby (en), 2002)
- Pour toujours… jusqu'à demain, Pocket Jeunesse, 2008 ((en) The Truth About Forever (en), 2004)
- Écoute-la, Pocket Jeunesse, 2007 ((en) Just Listen (en), 2006)
- Toi qui as la clé…, Pocket Jeunesse, 2009 ((en) Lock and Key (en), 2008)
- En route pour l'avenir, Pocket Jeunesse, 2010 ((en) Along for the Ride (en), 2009)
- (en) Infinity, 2010, nouvelle
- Te revoir un jour, Pocket Jeunesse, 2012 ((en) What Happened to Goodbye (en), 2011)
- Décroche-moi la lune, Pocket Jeunesse, 2014 ((en) The Moon and More (en), 2013)
- Once and for All, Lumen, 2018 ((en) Once and for All (en), 2017)
- Never Again, Lumen, 2019 ((en) Saint Anything (en), 2015)
- The Rest of the Story, Lumen, 2019 ((en) The Rest of the Story (en), 2019)